# Idący człowiek
Idący człowiek (jap. 歩くひと Aruku hito) – manga autorstwa Jirō Taniguchiego, publikowana na łamach magazynu „Morning Party Zōkan” wydawnictwa Kōdansha w latach 1990–1991. Polskie wydanie ukazało się we wrześniu 2017 nakładem wydawnictwa Hanami. 

## Fabuła
Manga opowiada o nieznanym z imienia mężczyźnie, który spędza czas wolny na spacerowaniu po swojej dzielnicy w bliżej nieokreślonym japońskim mieście. Podczas spacerów tych zatrzymuje się, aby uważnie obserwować drobne codzienne rzeczy, doceniając spokój, który może zapewnić tylko natura.

## TV drama
Na podstawie mangi powstała 12-odcinkowa TV drama w reżyserii Abery Hidenobu, która była emitowana od 5 kwietnia 2020 do 28 lutego 2021 w stacji NHK BS4K. W główną rolę wcielił się Arata Iura.

## Odbiór
W 2007 roku manga była nominowana do nagrody Eisnera w kategorii najlepsze amerykańskie wydanie materiału międzynarodowego – Azja.